# Universal Soldier: Day of Reckoning
Universal Soldier: Day of Reckoning (tựa tiếng Việt: Chiến binh vũ trụ: Ngày thanh toán) là bộ phim thứ sáu trong loạt phim hành động Universal Soldier. Bộ phim được thực hiện bởi đạo diễn John Hyams, người đã từng làm phần phim trước đó có tên Universal Soldier: Regeneration. Bộ phim có sự tham gia của ba diễn viên là Jean-Claude Van Damme, Scott Adkins và Dolph Lundgren, đây là lần đầu tiên dòng phim Universal Soldier được cho lên định dạng công chiếu phim 3D.
Sau hơn 10 ngày công chiếu bộ phim, do nội dung bị nhiều người cho là quá kém và chỉ thu về được vỏn vẹn 1,128,513 USD, Universal Soldier: Day of Reckoning được chuyển thẳng lên định dạng DVD và định dạng Digital để bán vào ngày 28/11/2012.

## Nội dung
Theo nội dung phần trước Universal Soldier: Regeneration, dự án thực hiện các "Siêu lính vũ trụ" vẫn được tái khởi động lại nhưng dưới một góc nhìn về những tay lính khác trong chương trình đó.
Nhân vật trọng tâm trong phần phim này là một chàng thanh niên tên John, vào một đêm tối, khi John đang ngủ cùng vợ con thì bỗng có vài kẻ lạ đột nhập vào nhà đánh anh dã man và giết chết vợ con anh, anh nhận ra có cả Luc Deveraux - một trong những chiến binh vũ trụ chính thức cũng tham gia vào vai trò tàn sát này. Sau vụ đó John bị hôn mê suốt mấy tháng liền, khi tỉnh dậy anh quyết định đi tìm và giết Deveraux để trả thù, trên đường đi thì John tình cờ khám phá ra được một số chuyện liên quan đến Siêu lính vũ trụ và một bản sao khác của anh được tạo ra với ý định làm lệch lạc những ký ức đã có trước đó của John. Vì vậy sau khi John giết chết xong bản sao của mình anh đã tự tìm đến căn cứ tập hợp của phe Unisol để giải quyết tiếp việc báo thù.
Việc trả thù của John diễn ra rất thuận lợi khi anh tiêu diệt được cả Luc Deveraux và UniSol Andrew Scott tức cầm đầu Unisol, tuy nhiên lúc này John phải đối mặt với một vấn đề khác liên quan đến ký ức của mình. Những tay khoa học của Unisol cho biết ký ức mà John có trong đầu lúc trước là giả, mục đích của việc cấy ghép những ký ức này vào John là để mượn tay anh giết Luc Deveraux và UniSol Andrew Scott trong việc ngăn chặn những Siêu lính vũ trụ dám nổi dậy.
John nhận ra sai lầm của mình nên quyết định sửa sai, anh cho nhân bản một tay trong chính phủ đã gài ký ức giả vào anh và giết bản thể thật. Mục đích của John là để bản sao này làm nội gián, lúc này anh trở thành lãnh đạo mới của Unisol. Chờ đợi một cuộc nổi dậy thực sự từ những Siêu lính vũ trụ sắp thức giấc sau nhiều năm ngủ yên.

## Diễn viên
- Jean-Claude Van Damme vai Luc Deveraux
- Scott Adkins vai John
- Dolph Lundgren vai Andrew Scott
- Andrei Arlovski vai Magnus
- Rus Blackwell vai Đặc vụ Gorman
- Mariah Bonner vai Sarah
- Kristopher Van Varenberg vai Miles
- Audrey P. Scott vai Emma
- Roy Jones, Jr. vai Mess Hall Unisol

## Dòng phim Universal Soldier
- Universal Soldier (1992), của đạo diễn Roland Emmerich
- Universal Soldier II: Brothers in Arms (1998), của đạo diễn Jeff Woolnough
- Universal Soldier III: Unfinished Business (1998), của đạo diễn Woolnough
- Universal Soldier: The Return (1999), của đạo diễn Mic Rodgers
- Universal Soldier: Regeneration (2009), của đạo diễn John Hyams
- Universal Soldier: Day of Reckoning (2012), của đạo diễn Hyams

Lưu ý là chỉ có Universal Soldier năm 1992, Universal Soldier: Regeneration và Universal Soldier: Day of Reckoning là bản chính thức. Những phim còn lại hầu như không liên quan gì nhiều đến tuyến nội dung ngoại trừ nói về chương trình Siêu lính vũ trụ được phát triển và tiến hóa như thế nào.